# Frederick Manson Bailey
Pour les articles homonymes, voir Bailey.
Frederick Manson Bailey, né le 8 mars 1827 à Londres et décédé le 25 juin 1915, est un botaniste australien d'origine anglaise qui a travaillé sur la flore du Queensland.

## Biographie

### Jeunesse
Frederick Manson Bailey est né en Angleterre. Son père John Bailey est pépiniériste et producteur de semences. Ce dernier émigre en Australie avec toute sa famille en 1838. Ils s'installent à Adelaïde en mars 1839. John Bailey, nommé botaniste colonial, est chargé peu après de mettre en place un jardin botanique. Ayant renoncé plus tard à cette mission, il s'établit comme pépiniériste à Adelaïde. Il est aidé dans cette entreprise par son fils Frederick qui part ensuite en 1858 s'installer en Nouvelle-Zélande dans la Hutt Valley. Il revient à Sydney en 1861 et commence dans la même année un commerce de semencier à Brisbane. Pendant quelques années, il collecte des échantillons dans différentes régions du Queensland et rédige des articles de journaux sur la vie des plantes.
Marié en 1856, avec Anna Maria Waite, il aura un fils, John Frederick Bailey (1866 - 1938), qui sera directeur du jardin botanique de Brisbane puis de celui d'Adélaïde. 

### Publications
En 1874 il publie un manuel des fougères du Queensland (Handbook to the ferns of Queensland) et, l'année suivante, il est nommé botaniste du conseil chargé de surveiller les maladies des récoltes et des plantes. Il produit en 1879 une monographie illustrée des herbes du Queensland Ilustrated monograph of the grasses of Queensland. On lui confie ensuite la responsabilité de la section botanique du Queensland Museum. En 1881, il devient Botaniste Colonial du Queensland, titre qu'il gardera jusqu’à sa mort. Il publie en 1881 le monde des fougères d'Australie (The fern world of Australia). En 1883 paraît A synopsis of the Queensland Flora, un travail de près de 900 pages auquel des volumes supplémentaires seront ajoutés les années suivantes. Ce travail sera détrôné par la publication de la Flore du Queensland (Queensland Flora) en six volumes parue entre 1899 et 1902 avec un index publié trois ans plus tard.
À la même époque, il fait paraître en 1897 A Companion for the Queensland Student of Plant Life and Botany Abridged. On peut encore citer Catalogue of the Indigenous and Naturalised Plants of Queensland publié en 1890. Ce dernier, revu et augmenté, donne un Comprehensive Catalogue of Queensland Plants, Both Indigenous and Naturalised, abondamment illustré qui paraît en 1912.
Botaniste de terrain, il fait aussi de nombreuses expéditions à  Rockingham Bay (en), Seaview Range (en) et dans la haute vallée de la Herbert River (en) (1873), dans l'ouest du Queensland, à Roma et à Rockhampton (1876),  autour de Cairns et de la Barron River (1877), dans le massif du Bellenden Ker (en) (1889), le long de la Georgina River (en) (1895), le détroit de Torrès (1897) ainsi qu'en Nouvelle-Guinée (1898).

## Hommages
Frederick Manson Bailey sera récompensé par la médaille Clarke de la Royal Society of New South Wales en 1902, et sera fait compagnon de l'Ordre de Saint-Michel et Saint-Georges en 1911.
En hommage à son travail, d'autres botanistes ont donné son nom à environ une cinquantaine d'espèces dont la plus connue est sans doute Acacia baileyana.